# Phare du cap Fugui
Le phare du cap Fugui (chinois traditionnel : 富貴角燈塔 ; pinyin : Fùguìjiǎo dēngtǎ) est un phare situé sur le  cap Fugui près du village de Laomei dans le district de Shimen, dans le Nouveau Taipei à Taïwan.

## Nom
Le phare porte le nom du cap Fugui, situé à l'extrémité nord de l'île de Taïwan. Son nom japonais était Fūki Kaku. Son nom chinois (dérivé d'une transcription en hokkien du mot néerlandais hoek, qui signifie « crochet » ou « cap ») est également romanisé en Cape Fukwei pour le service postal. La dénomination Fu-kuei Chiao utilise le système simplifié de Wade-Giles, et celle de Fugueijiao du Tongyong Pinyin. En anglais, il portait le nom de Hoek Lighthouse.

## Histoire
Une structure fut d'abord érigée sur les rochers du cap Fugui en 1896 ou en 1897, par l'occupant japonais: elle fut un terminus pour les câbles sous-marins des îles japonaises. Les matériaux qui servirent à sa construction provenaient tous du Japon. Le phare fut détruit pendant la Seconde Guerre mondiale mais ses vestiges furent utilisés par le gouvernement nationaliste chinois pour l'érection d'un phare octogonal en fer de 30 mètres en 1949. La corne de brume était particulièrement utile en raison de la faible visibilité dans la région pendant les mois d’automne et d’hiver.
Le phare actuel, d'une hauteur de 14,3 mètres, construit à partir d'une tour octogonale en béton noir et blanc, fut érigé en 1962,. La hauteur fut considérablement réduite pour améliorer la réception de la station radar de l'armée de l'air à proximité.
Les douanes taïwanaises accueillaient traditionnellement les visiteurs dans le phare une fois par an lors d'une porte ouverte au cours de la journée de l'impôt. Après la réaction enthousiaste du public à l'ouverture du phare Eluanbi au tourisme, le Bureau maritime de Taïwan décida d'ouvrir le phare du cap Fugui aux visiteurs réguliers en 2015. Les premiers touristes furent autorisés à pénétrer sur le site le 5 septembre, ce qui en fait le onzième phare de Taïwan ouvert au grand public. Il reste toutefois inaccessible en semaine à cause de la station radar et la tour elle-même reste fermée au public.

## Transport
Le phare est situé à environ 2 kilomètres au nord du village de Laomei, près de la route provinciale 2.